# Historia del uniforme del Club Atlético San Lorenzo de Almagro
La Indumentaria del Club Atlético San Lorenzo de Almagro es el utilizado por los jugadores del «Ciclón» tanto en competencias nacionales como internacionales, desde el primer equipo hasta los juveniles, como también la sección femenina.

## Uniforme Titular
| 1908 | 1980 | 1982 | 1983-84 | 1985-89 | 1989 | 1989 | 1989-90 | 1990 | 1990-91 | 1991-92 |

| 1992-93 | 1994 | 1995 | 1995 | 1996-97 | 1997 | 1998 | 1999 | 1999 | 1999 | 1999-2000 |

| 2000-02 | 2002-03 | 2004-05 | 2005-07 | 2007-08 | 2008-09 | 2009-10 | 2010-11 | 2011-12 | 2012-13 | 2013-14 |

| 2014 | 2015 | 2016 | 2017 | 2018 | 2019 | 2020-21 | 2021-24 | 2024 | 2025 |  |

## Uniforme Alternativo
| 1908 | 1968 | 1970 | 1982 | 1983 | 1985 | 1989 | 1989 | 1990 | 1991 | 1991 |

| 1992 | 1993 | 1994 | 1995 | 1996 | 1998 | 1999 | 1999 | 1999 | 1999-20 | 2000-01 |

| 2001-02 | 2002-03 | 2003-04 | 2004-05 | 2005-07 | 2007-08 | 2008-09 | 2009-10 | 2010-11 | 2011-12 | 2012-13 |

| 2013-14 | 2014 | 2015 | 2016 | 2017 | 2018 | 2019 | 2020-21 | 2021-24 | 2024 | 2025 |  |

## Tercer Uniforme
| 1964 | 1980 | 1985 | 1989 | 1996 | 1998 | 1999 | 1999 | 1999 | 2000 | 2000 |

| 2000 | 2008 | 2009 | 2010 | 2011 | 2012 | 2013 | 2014 | 2014 | 2018-19 | 2019-20 |

| 2020-21 | 2022 | 2023 | 2024 | 2024 |

## Patrocinio
Esta es la cronología de las marcas y patrocinadores de la indumentaria del club.
| Período     | Proveedor       | Patrocinador     | Patrocinador 2.io                     | Patrocinador 3.io   | Patrocinador 4.io |
| ----------- | --------------- | ---------------- | ------------------------------------- | ------------------- | ----------------- |
| 1908 - 1979 | Ninguno         | Ninguno          | Ninguno                               | Ninguno             | Ninguno           |
| 1980 - 1982 | Adidas          | Ninguno          | Ninguno                               | Ninguno             | Ninguno           |
| 1983        | Adidas          | Mu Mu            | Ninguno                               | Ninguno             | Ninguno           |
| 1984 - 1987 | Adidas          | Zanella          | Ninguno                               | Ninguno             | Ninguno           |
| 1987 - 1988 | Adidas          | Drean            | Ninguno                               | Ninguno             | Ninguno           |
| 1988        | Adidas          | Monroe           | Ninguno                               | Ninguno             | Ninguno           |
| 1989        | Adidas          | Nación Seguros   | Ninguno                               | Ninguno             | Ninguno           |
| 1989        | Jardín de Oscar | Astori           | Ninguno                               | Ninguno             | Ninguno           |
| 1989        | Nanque          | Astori           | Ninguno                               | Ninguno             | Ninguno           |
| 1989 - 1991 | Uhlsport        | Astori           | Ninguno                               | Ninguno             | Ninguno           |
| 1991 - 1992 | Topper          | Astori           | Ninguno                               | Ninguno             | Ninguno           |
| 1993        | Topper          | Medicorp         | Astori                                | Ninguno             | Ninguno           |
| 1994        | Penalty         | Medicorp         | Astori                                | Ninguno             | Ninguno           |
| 1995        | Penalty         | Cablevisión      | Ninguno                               | Ninguno             | Ninguno           |
| 1996 - 1998 | Umbro           | Cablevisión TCI  | Ninguno                               | Ninguno             | Ninguno           |
| 1998        | New Balance     | Cablevisión TCI  | Ninguno                               | Ninguno             | Ninguno           |
| 1999        | Mebal           | Cablevisión TCI  | Ninguno                               | Ninguno             | Ninguno           |
| 1999        | Luanvi          | Cablevisión      | Ninguno                               | Ninguno             | Ninguno           |
| 1999 - 2000 | Mebal           | Cablevisión      | Ninguno                               | Ninguno             | Ninguno           |
| 2000 - 2001 | Signia          | Noblex           | Ninguno                               | Ninguno             | Ninguno           |
| 2001 - 2003 | Signia          | Cablevisión      | Ninguno                               | Ninguno             | Ninguno           |
| 2004        | Lotto           | Cablevisión      | Ninguno                               | Ninguno             | Ninguno           |
| 2005        | Lotto           | Ninguno          | Ninguno                               | Ninguno             | Ninguno           |
| 2005 - 2006 | Lotto           | RCA              | Ninguno                               | Ninguno             | Ninguno           |
| 2007 - 2008 | Lotto           | Walmart          | Astori                                | Ninguno             | Ninguno           |
| 2008 - 2011 | Lotto           | Walmart          | Ninguno                               | Ninguno             | Ninguno           |
| 2011 - 2012 | Lotto           | La Nueva Seguros | Credipaz                              | Despegar            | Ninguno           |
| 2012 - 2014 | Lotto           | Banco Ciudad     | Despegar                              | Sodimac             | Ninguno           |
| 2015 - 2017 | Nike            | Banco Ciudad     | Dexter                                | Sodimac             | Multiled          |
| 2018        | Nike            | Banco Ciudad     | Dexter                                | Ninguno             | Ninguno           |
| 2018 - 2021 | Nike            | Banco Ciudad     | Dexter                                | Orbis Seguros       | Ninguno           |
| 2021        | Nike            | Banco Ciudad     | Flecha Bus                            | Santo Tomé Créditos | Ninguno           |
| 2022        | Nike            | Unesco           | Flecha Bus                            | Santo Tomé Créditos | Ninguno           |
| 2022        | Nike            | Ninguno          | Flecha Bus                            | Santo Tomé Créditos | Ninguno           |
| 2023        | Nike            | Brubank          | DirecTV Flecha Bus                    | Santo Tomé Créditos | Enova             |
| 2024        | Nike            | Brubank          | Atomik Intermac Assistance Flecha Bus | Santo Tomé Créditos | Enova             |
| 2025 -      | Atomik          | IEB+             |                                       |                     |                   |